# Chen Hongyong
Chen Hongyong (chinesisch 陳紅勇, * 1. Mai 1966) ist ein ehemaliger chinesischer Badmintonspieler.

## Karriere
Chen Hongyong nahm 1992 an den Olympischen Spielen im Herrendoppel mit Chen Kang teil. Dort unterlagen sie den späteren Siegern Kim Moon-soo und Park Joo-bong im Achtelfinale. Bei Weltmeisterschaften war die Paarung erfolgreicher. 1989 gewannen sie Silber, 1993 Bronze. 1994 wurden sie Asienmeister.

## Sportliche Erfolge
| Saison | Veranstaltung                | Disziplin    | Platz | Name                         |
| ------ | ---------------------------- | ------------ | ----- | ---------------------------- |
| 1984   | US Open                      | Herrendoppel | 1     | Zhang Qingwu / Chen Hongyong |
| 1989   | Weltmeisterschaft            | Herrendoppel | 2     | Chen Kang / Chen Hongyong    |
| 1990   | Thailand Open                | Herrendoppel | 2     | Chen Kang / Chen Hongyong    |
| 1991   | Finnish International        | Herrendoppel | 1     | Chen Kang / Chen Hongyong    |
| 1992   | Singapur Open                | Herrendoppel | 1     | Chen Kang / Chen Hongyong    |
| 1992   | Japan Open                   | Herrendoppel | 1     | Chen Kang / Chen Hongyong    |
| 1992   | Swedish Open                 | Herrendoppel | 1     | Chen Hongyong / Chen Kang    |
| 1993   | China Open                   | Herrendoppel | 2     | Chen Kang / Chen Hongyong    |
| 1993   | Japan Open                   | Herrendoppel | 1     | Chen Kang / Chen Hongyong    |
| 1993   | All England                  | Herrendoppel | 2     | Chen Hongyong / Chen Kang    |
| 1993   | Weltmeisterschaft            | Herrendoppel | 3     | Chen Kang / Chen Hongyong    |
| 1994   | Asienspiele                  | Herrendoppel | 3     | Chen Kang / Chen Hongyong    |
| 1994   | Badminton-Asienmeisterschaft | Herrendoppel | 1     | Chen Kang / Chen Hongyong    |

## Referenzen
- Chen Hongyong in der Datenbank von Olympedia.org (englisch)

| Personendaten    | Personendaten                 |
| ---------------- | ----------------------------- |
| NAME             | Chen, Hongyong                |
| ALTERNATIVNAMEN  | 陳紅勇 (chinesisch)           |
| KURZBESCHREIBUNG | chinesischer Badmintonspieler |
| GEBURTSDATUM     | 1. Mai 1966                   |